# Pikne
Nella mitologia estone Pikne (oppure Piken "l'esteso" od anche Pikker "il lungo") è il dio del fulmine e della luce. 

Pikne è figlio di Uku (il dio del tuono e della folgore) e di Maan-Emo (dea della fertilità femminile e della fortuna nella caccia) ed ha un fratello di nome Kõu (a sua volta considerato il dio del tuono) nonché una figlia, Ilmatütar ("figlia impura"), dea del cattivo tempo e personificazione del cielo e dell'aria.

## La sua divinità nel mito e nelle leggende
Pikne ha un repertorio di miti e leggende dove utilizza un flauto magico per scacciare i demoni e far cadere la pioggia venendo considerato (od invocato) come propiziatore dell'agricoltura.
Nel Medioevo i sacerdoti pagani sacrificano a Pikne degli animali e nel seicento il prete Jürgen di Wihtla pronunciò la seguente preghiera:
Prendilo Pikne, 
il toro che offriamo 
con due corna 
e quattro zoccoli 
per l'aratura 
e la raccolta

Vanapagan (un agricoltore gigante più stupido che malevolo) rubò lo strumento magico (un flauto od una cornamusa) che Pikne era solito suonare per far scendere la pioggia così, e poiché Pikne non poté aiutare gli agricoltori che lo invocavano per avere la pioggia, suo padre (Uku) lo punì mandandolo sulla terra a lavorare come bracciante. Quando Pikne fu ospite ad un matrimonio finse di essere un musicista riguadagnando il suo strumento magico. (Un mito questo simile ad un altro mito norreno citato nel Þrymskviða, un'edda poetica della mitologia norrena).
Pikne, come protettore del fiume Võhandu che scorre della contea di Võru maakond punì i mugnai che vi costruirono i mulini bloccando la pioggia per lungo tempo. Un fatto questo registrato dal pastore Johann Gutslaff nel suo lavoro Kurtzer Bericht und Unterricht Von der Falsch-heilig genandten Bäche in Lieffland Wöhhanda pubblicato a Tartu nel 1644.
Esiste una litania precedentemente scritta da Johann Gutslaff (Pikse litaania) e pubblicata nel 1974 che contiene una presunta preghiera rivolta a Pikne.

## Pikne e Kõu nelle lingue moderne
Nella lingue finlandese ed estone la luce a volte è difinita Pitkäinen che risulta simile nel significato.
Ad oggi nella lingua estone Piken significa "esteso" e Pikker significa "lungo" mentre il termine con cui si indica il "tuono" è Kõu.